# 截尾擬花鮨
截尾擬花鮨（學名：Pseudanthias truncatus），又稱截尾擬花鱸，為輻鰭魚綱鱸形目鱸亞目鮨科的其中一種，分布於西太平洋區，包括日本琉球群島、台灣、越南、澳洲等海域，棲息深度10-30公尺，體長可達9公分，棲息在岩礁區，為底棲性魚類，屬肉食性，以浮游生物為食。

## 擴展閱讀
維基物種上的相關：截尾擬花鮨